# Кучкак (Узбекистан)
Кучкак (узб. Kuchkak / Кучкак) — посёлок городского типа, расположенный на территории Каршинского района Кашкадарьинской области Республики Узбекистан.

Статус посёлка городского типа с 2009 года.